# Kołodzieżanka
Kołodzieżanka – rzeka w Polsce, w województwie podlaskim, lewy dopływ Świsłoczy.